# ツェンコヴァ ルミアナ
ツェンコヴァ ルミアナ（Roumiana TSENKOVA、1955年11月13日 - ）は、ブルガリア生まれで日本の科学者。神戸大学農学研究科に2021年4月に設立されたアクアフォトミクス研究分野で特命教授を務める。ロシアで工学の博士号を、日本で農学の博士号を取得している。
生体の異変を診断する非侵襲的な生体計測方法を確立するために、近赤外分光法を用いた研究を推進し、体液及びin-vivo組織のスペクトルを用いて動物の疾病の診断に近赤外分光法を応用した最初の人物であり、2005年には「アクアフォトミクス」と呼ばれる新しい科学分野を提唱した 。 現在も水分子の挙動と生体における水分子の役割との関連の解明に取り組んでいる。アクアフォトミクス国際学会　設立者と会長でもある。ブルガリア語、ロシア語、英語、日本語のマルチリンガルである。

## 学歴
1976年　ルセ工業大学（ブルガリア）工学部電子工学自動制御工学科を卒業。
1978年　同大学工学部修士課程修了。
1982年　Department of Automatic Control Engineering, Faculty of Agriculture, Moscow Agricultural Academy（ロシア）博士課程修了。
1988年　ルセ工業大学（ブルガリア）電子工学自動制御工学科で、工学博士号を取得。
1996年　北海道大学農学研究科農生産物加工工学研究室　博士課程修了。
2004年　北海道大学農学研究科農生産物加工工学で、農学博士号を取得。

## 経歴
1979年から、ルセ工業大学（ブルガリア）電子工学部の助教として、乳牛の乳腺炎症（乳房炎）診断用の光センサーの開発に取り組み始める。その後、同大学の准教授となる。1996年、現在の神戸大学農学研究科にて准教授、2006年より同大学の教授となる。2010年から2013年まで、神戸大学の男女共同参画室の室長として活躍。2015年からは、慶應義塾大学薬学部の客員教授を兼任。

## 研究実績
乳房炎の乳牛のミルクを対象とした近赤外分光解析を通し、生体の非侵襲な病態診断に体液の近赤外スペクトル解析が有効的な手法であることを見出した。
その後、あらゆる溶液中や生体内における水分子のネットワークシステムを理解するため、水と光の相互作用を利用した光のスペクトルパターンの変化に着目した研究を行っている。

2005年、「アクアフォトミクス（水と光の相互作用を用いたオミクス分野）」と呼ばれる新しい手法体系を提唱した 。アクアフォトミクスは分光法に基づいており、あらゆる水分子系および生体において不可欠な要素であり、かつ、複雑な構造のマトリックスを形成する「水」に焦点を当てている 。それぞれの波長の光との相互作用から得られる水分子のネットワークの情報は、対象のシステムについての膨大な情報を含むことから、スペクトルパターンがありとあらゆる病態や状態の総合的なバイオマーカーとなりえる。この特性に基づいて、非侵襲的な生体計測、生体診断、バイオモニタリングなどの様々な手法が確立されてきている。アクアフォトミクスの提唱後、当該研究を行う研究グループは世界中に広がり、現在では10以上になっている。（Aoife Gowen　はツェンコヴァ研究室の卒業生の一人である）。
非侵襲性、全体性、リアルタイムのモニタリングは、ヘルスケア分野への応用や生体システムのさらなる理解において、アクアフォトミクスの最も魅力的な特徴といえる。診断や健康状態のモニタリングの例としては、乳房炎の診断、ジャイアントパンダの排卵日の予測、子牛の牛呼吸器疾患診断などがある。また、紫外線によるDNAの突然変異の検出や、植物の乾燥耐性メカニズムなどの研究も行っている。

## 賞詞
- 2016年　ルセ名誉市民賞（ブルガリア）
- 2015年　ルセアンバサダー　ルセ市長賞（ブルガリア）
- 2006年　Tomas Hirschfeld賞[20]
- 2002年　Near Infrared Buchi Award（スイス）[21]
- 1998年　日本の近赤外研究会 (JSNIRS) の最優秀賞を受賞